# Elżbieta świdnicka
Elżbieta świdnicka (ur. między 1309/1315, zm. 8 lub 9 lutego 1348) – druga według starszeństwa córka księcia świdnickiego Bernarda Statecznego i Kunegundy, córki króla Polski Władysława I Łokietka.
Poślubiła Bolesława II, syna księcia opolskiego Bolesława I. Małżeństwo zostało zawarte w latach 1324/1326, na krótko przed śmiercią jej ojca. Urodziła siedmioro dzieci, trzech synów i cztery córki. Została pochowana w klasztorze Franciszkanów w Opolu. Prawdopodobnie po jej śmierci w latach 1348/1356 jej mąż poślubił Małgorzatę, której pochodzenie nie jest bliżej znane. Z drugiego małżeństwa miał jedną córkę Agnieszkę.